# Église Saint-André de Saint-André-d'Embrun
Pour les articles homonymes, voir Église Saint-André.
L'église Saint-André est une église située à Saint-André-d'Embrun dans les Hautes-Alpes, en France.
Elle est classée au titre des monuments historiques depuis le 8 novembre 1948 et elle contient par ailleurs plusieurs objets classés dans la base Palissy.